# Тали (общество)

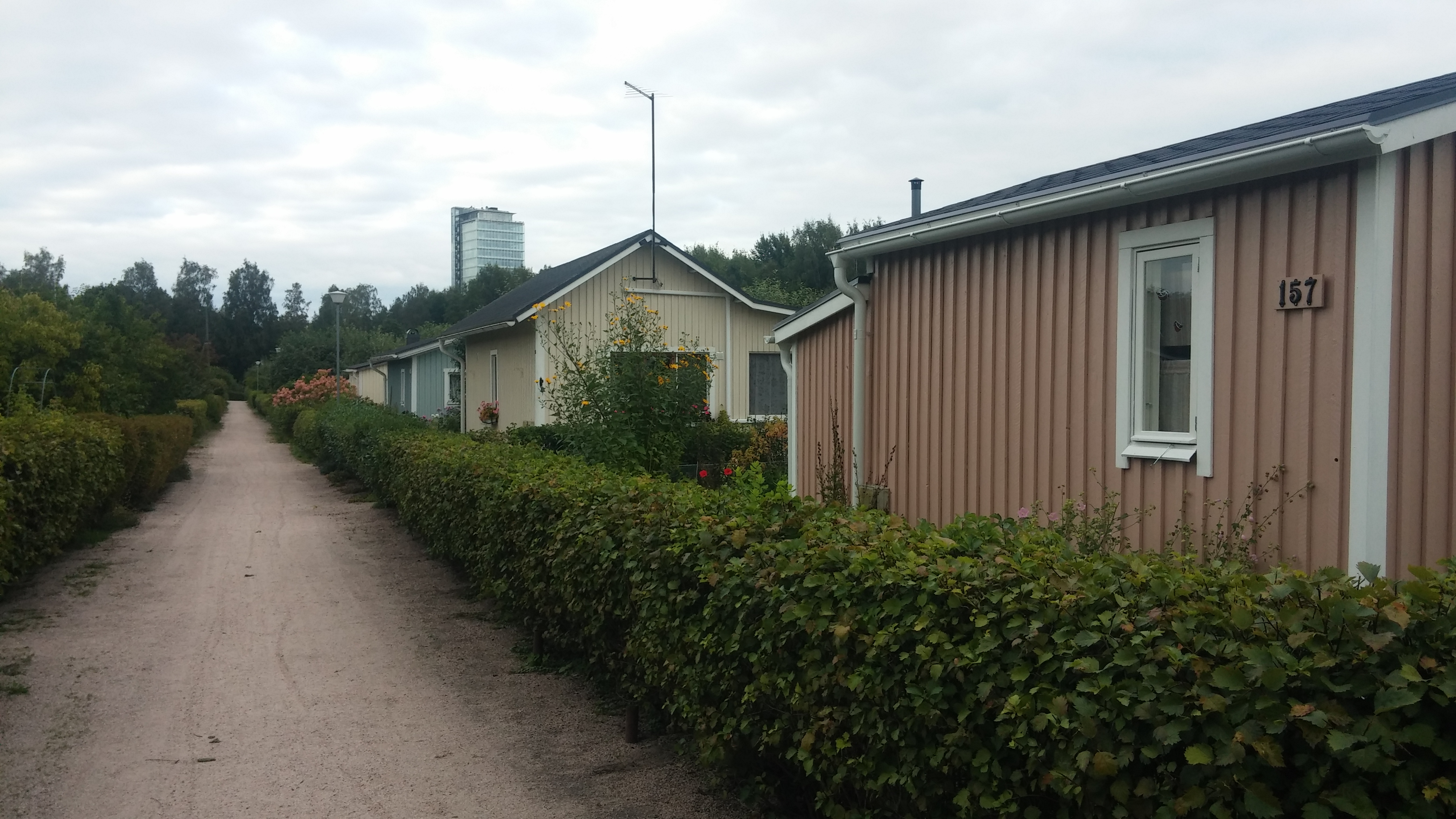
Садово-огородническое хозяйство «Тали»

Садово-огородническое хозяйство «Тали» находится в районе Питяянмяки (Pitäjänmäki) в Хельсинки. Это садово-огородническое хозяйство было заложено в 1936 году, и оно насчитывает 241 участок. В 1993 году Музейное управление внесло хозяйство в список культурных объектов национального значения. В генеральном плане города 2002 года территория обозначена как рекреационная зона культурно-исторического, архитектурного и ландшафтно-культурного значения. В 1997 году город Хельсинки сдал в аренду территорию садово-огороднического хозяйства садово-огородному обществу «Тали» на 30 лет.

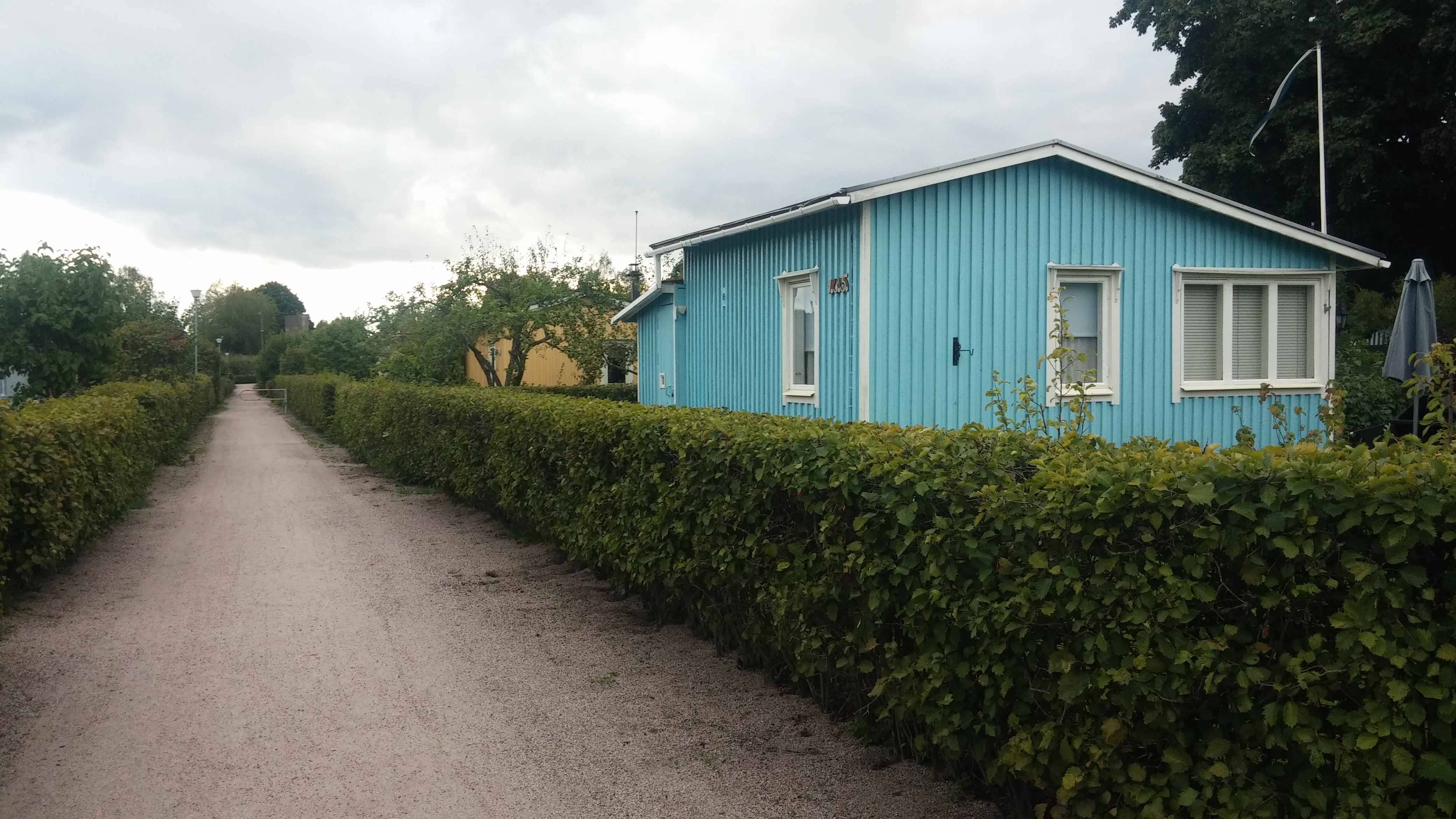

Главные ворота хозяйства открыты для всех в летний сезон с 1 мая по 31 октября. Однако участки являются частной территорией членов общества, а все растения, ягодные кусты и фруктовые деревья на участке являются личной собственностью садоводов.
Хозяйство управляется садово-огородным обществом «Тали». Садово-огородное дачное общество «Тали» — это объединение арендаторов земельных участков, предназначенных для выращивания садово-огородных культур, расположенных рядом друг с другом и образующих целостную территорию. Общество сдает участки в аренду своим членам, и арендатор может передавать их в аренду другим лицам. Договор аренды может заключить только лицо, постоянно проживающее в Хельсинки. Владельцы земельных участков выплачивают ежегодную арендную плату за землю городу Хельсинки, а также членские взносы и различные сборы за обслуживание и другие расходы садово-огородному обществу.
Общество организует ежегодные мероприятия, открытые для публики, из которых наиболее традиционным является праздник Ивана Купалы (день летнего солнцестояния) с танцами и кострами. В зависимости от урожая общество также организует ягодный и яблочный рынок, где продаются натуральные продукты, выращенные в садово-огородническом хозяйстве. Муниципалитет поставляет воду для этого хозяйства в летние месяцы. Круглогодичное проживание на территории не допускается.
Новая железнодорожная линия, строительство которой будет завершено в 2024 году, будет иметь остановку в «Тали». В дополнение к хорошему транспортному сообщению, район находится недалеко от моря и в непосредственной близости от поля для гольфа. Пешеходная тропа к западу от «Тали» приведет к парку «Паттеримяки» (Patterimäki). Во время Первой мировой войны в этом районе и вокруг Хельсинки была построена цепочка укреплений в рамках системы обороны российской столицы Санкт-Петербурга.

## Тема в других местах
- Садово-огородническое хозяйство «Тали». https://talinsiirtolapuutarha.siirtolapuutarhaliitto.fi/

60°13′01″ с. ш. 24°51′39″ в. д.